# Londras
Londras (en francès Notre-Dame-de-Londres) és un municipi occità del Llenguadoc, situat al departament de l'Erau i a la regió d'Occitània.